# 松金ようこ
松金 ようこ（まつがね ようこ、1982年（昭和57年）5月26日 - ）は、日本の元グラビアアイドルである。旧芸名は松金 洋子。茨城県鹿嶋市出身。2000年代に活動した。

## 来歴
2001年（平成13年）にデビュー。当時、グラビアアイドル史上最大と言われたHカップ巨乳で人気となる。2005年（平成17年）4月から芸能活動を休止していたが、2006年（平成18年）10月に再開した。2001年のデビュー以降、毎年数本以上のDVDをリリースし精力的に活動していた。しかし、2010年の『JAM～リゾート・ラバーズ』、総集編の『BODY&SOUL BOX』を最後にDVDのリリースが途絶え、2012年（平成24年）12月に発生した「ペニーオークション詐欺事件」に関与していたことが報道されて以降、芸能界を事実上引退した。

## 人物
- 身長163cm。バスト95、ウエスト58、ヒップ88cm。「元祖Hカップアイドル」と称された[1]。
- バストが公称サイズよりも大きく見えることから、ファンからは最盛期はK～Lカップ以上あったと言われている[2]。バスト103cmIカップグラビアアイドルだった根本はるみと並んでも遜色のない大きさで、Jカップグラビアアイドルの夏目理緒と週刊プレイボーイで対談した際に、「バスト100cmだと気持ち悪く思われる」と語り、森下悠里とネット配信でのPRイベントで共演した際には「Lカップでしょ」とつっこまれており共演作品(2作)時はLカップ説が有力である。しかしデビューから一貫して公称サイズは95cmのHカップで通した。公称サイズが98cmであった夏目から「私よりも松金さんのほうが全然大きい」と言われたことから、実際のバストサイズは100cm〜110cmは軽くあったと噂される。その巨大さから、一部でサプリメント疑惑も取り沙汰されたほどである。
- 愛犬家で「わちりんこ」と名付けたチワワを飼っていた。同じチワワを飼っている相沢まきや、大原かおりと交友がある。ほしのあきや熊田曜子とも仲が良く、ブログによく登場していた。
- 復帰後は着エロにウェイトを置き、DVDをリリースしていた。
- ブログで毎日「今日のあそこ」と称して胸アップの画像を公開していた。2010年から「今日のグラビア」と名を変えている。
- 2008年10月1日から「松金洋子」から「松金ようこ」に改名した。理由は姓名判断をしたところ複数から同じアドバイスをされたため [要出典]。
- 中国の街頭広告で、AV女優と間違えられて紹介されたことがある[3]。
- 2013年7月27日、グラビアアイドル山本梓のブログで、山本や秋山莉奈、辰巳奈都子と飲食を共にしているスナップショットが掲載され、活動休止以来となる近影が公開されている[4]。

## 不祥事
2012年12月7日、ペニーオークションサイト「ワールドオークション」の運営者が詐欺容疑で逮捕された際、「このサイトを利用して空気清浄機を落札した」と2010年12月初旬に自身のブログで虚偽内容を掲載していたほしのあきが、警察から事情聴取を受ける事態となり、ほしのは松金から「30万円あげるから、指示する内容をブログに書いてほしい」と「アルバイト」として書き込みを持ちかけられ、指示された文面をブログに掲載したと説明。サイト運営者とも面識がない状態だったため、松金に教えた口座を通じて現金30万円を受け取った。
松金は「私がほしのさんに勧めました」とほしの側が説明している内容を認めており、「アルバイト」については関係者やほかの芸能人からではなく「一般の人から話を持ち掛けられた」と説明。「ほしのさんは悪くない。私の軽率な行動でご迷惑をおかけして申し訳ない」と謝罪コメントを発表した。松金はほかにも熊田曜子などにも依頼していた。

## 出演

### テレビ
- 雨上がり決死隊のトーク番組 アメトーク!（テレビ朝日） ゲスト出演。
- カワズ君の検索生活（フジテレビ系 不定期出演、末期には毎週登場 2007年3月24日終了）
- ありえへん∞世界（テレビ東京系、2008年7月29日）カメラの撮影モデルとして出演。
- 志村屋です。（フジテレビ系、2009年1月28日）-志村診察室-コーナーに出演。
- グラビアの美少女（MONDO21）
- 『ぷっ』すま（テレビ朝日、2009年7月21日） ザ・ギリギリマスター・水着コーナーに出演。
- 愛しのメロンパン（テレ朝チャンネル）

### インターネット
- めちゃ乳（GyaOジョッキー 元祖H!動く松金洋子）
- コイカツ　恋愛ノウハウトークライブvol.2（マシェリバラエティ　マシェバラ 2010年12月3日）

## 作品

### 写真集
1. Spiritual(F stage)（2001年9月14日、ケイエスエス、撮影：斉木弘吉）ISBN 978-4877095246
2. DIVE IN（2002年6月1日、コンパス）ISBN 978-4-87763-088-1
3. ヨーコの真実(ほんと)（2002年10月4日、バウハウス、撮影：河野英喜）ISBN 978-4-89461-914-2
4. NONSTANDARD(サブラ増刊)（2002年12月28日、小学館、撮影：野村誠一）
5. 限界D・N・A（2003年3月28日、アクアハウス、撮影：小池伸一郎）ISBN 978-4-8211-2503-6
6. 松金洋子写真集(ミリオンムック)（2003年5月31日、大洋図書）ISBN 978-4-8130-0736-4
7. LOVEπ進化論（2003年6月25日、音楽専科社、撮影：井ノ元浩二）ISBN 978-4-87279-132-7
8. 月刊松金洋子(SHINCHO MOOK)（2003年9月、新潮社、撮影：藤代冥砂）ISBN 978-4-10-790119-4
9. On & Off（2003年10月、アスコム、撮影：平地勲）ISBN 978-4-7762-0091-8
10. DOME（2004年4月1日、講談社、撮影：宮澤正明）ISBN 978-4-06-364565-1
11. 解π新書~かいパイしんしょ~（2004年12月3日、MCプレス、撮影：斉木弘吉）ISBN 978-4-901972-24-6
12. BB（2005年3月、彩文館出版、撮影：木村晴）ISBN 978-4-7756-0070-2
13. 艶(2005年9月、彩文館出版、撮影：杉吉ゆうじ）ISBN 978-4-7756-0091-7
14. RETURN（2006年12月7日、ワニブックス、撮影：野村誠一）ISBN 978-4-8470-2976-9

### VHS・DVD
1. idol beams 2001 Vol.4 ～REAL VENUS - Blessing From The Sea～（BMGファンハウス、2001/08）高橋美夕紀、藤村春菜との共演作
2. Spiritual （ケイエスエス、2001/10）
3. Dulcet （ベガファクトリー、2002/03）
4. Enrapture （ベガファクトリー、2002/9）
5. Violation （ポニーキャニオン、2002/12）
6. めろん （ラインコミュニケーションズ、2003/04）
7. Sweet Y （デジキューブ、2003/06）
8. 月刊松金洋子 （イーネット・フロンティア、2003/09/25）
9. コンプリートBOX （VEGA、2003/09/30）
10. スイカ （ラインコミュニケーションズ、2003/12/15）
11. LOLITAパラドックス （2004/03/25）
12. Fruit BOX （ラインコミュニケーションズ、2004/05/20）
13. Sweet Π(パイ) （日本メディアサプライ、2004/07/23）
14. なごみ （日本クラウン、2004/09/20）
15. 太陽の躍動 （ラインコミュニケーションズ、2004/12/20）
16. 月の鼓動 （ラインコミュニケーションズ、2004/12/20）
17. Perfect collection （ローランズ・フィルム、2005/03/25）
18. 天体BOX （ラインコミュニケーションズ、2005/06/20）
19. perfect collection2 （ローランズ・フィルム、2005/06/24）
20. ウルトラ5ボックス (ラインコミュニケーションズ、2005/12/15）
21. 松金洋子集大成～伝説Ⅰ～ （イーネットフロンティア、2006/06/21）
22. 松金洋子集大成～伝説Ⅱ～ （イーネットフロンティア、2006/06/21)
23. Body Scandal （ラインコミュニケーションズ、2006/10/20)
24. 乳しぐれ（ジーオーティー、2007/01/22）
25. ULTIMATE （フォーサイド・ドット・コム、2007/05/25）
26. 乳まみれ （ジーオーティー、2007/08/25）
27. 乳狂い（ジーオーティー、2007/08/25）
28. 豊穣（ラインコミュニケーションズ、2007/11/20）
29. 禁断（ラインコミュニケーションズ、2007/11/20）
30. 抱擁論 （フォーサイド・ドット・コム、2008/03/21)
31. DVDをあなたがプロデュース ねぇ、なにしてほしい? ～僕の恋人編～ （ネットプライス、2008/06/18）森下悠里との共演作
32. DVDをあなたがプロデュース ねぇ、なに着てほしい? ～コスプレ編～ （ネットプライス、2008/06/18）森下悠里との共演作
33. 乳揺れ三昧 （ジーオーティー、2008/06/25）
34. 4 Pieces BOX （ラインコミュニケーションズ、2008/07/20）
35. ヨガDVD ～健康美への快感～ （シュライン・ヴァレイ、2008/07/25）
36. 松金洋子の水着でゴルフ～レッスン編～（イーネットフロンティア、2008/08/20）
37. 松金洋子の水着でゴルフ～実践ラウンド編～（イーネットフロンティア、2008/09/19）
38. 爆撃～巨乳警報発令～（イーネットフロンティア、2008/10/22） この作品から松金ようこ名義
39. 爆撃～π視庁揺れ揺れ24時～（イーネットフロンティア、2008/12/22）
40. 爆撃～横揺れ縦揺れπチュード95～（イーネットフロンティア、2009/04/22）
41. Soul Bomb～巨乳再認識篇 （ラインコミュニケーションズ、2009/08/20）
42. Killer Body～スーパーライン篇 （ラインコミュニケーションズ、2009/08/20）
43. 旅情愛欲 （イーネット・フロンティア、2009/12/18）
44. JAM～リゾート・ラバーズ （ラインコミュニケーションズ、2010/05/20）
45. BODY&SOUL BOX （ラインコミュニケーションズ、2010/09/20)